# Arbeidsovereenkomst (Nederland)
Een arbeidsovereenkomst is in Nederland een overeenkomst tussen een werknemer en een werkgever waarbij de werknemer in dienst van de werkgever, gedurende zekere tijd, enerzijds verplicht is om (persoonlijk) arbeid te verrichten en anderzijds de werkgever verplicht is loon aan de werknemer te betalen. Gemakshalve worden de kernelementen veelal aangeduid als (gedurende zekere tijd) arbeid, loon en gezag. De arbeidsovereenkomst is als een bijzondere overeenkomst sinds 1 april 1997 wettelijk geregeld in artikel 610 lid 1 van titel 10 van Boek 7 van het Burgerlijk Wetboek. 
Er bestaan verschillende bijzondere arbeidsverhoudingen met aanvullende of afwijkende wettelijke bepalingen. Voorbeelden hiervan zijn zeevarenden, geestelijken, profvoetballers, statutair bestuurders, oproepkrachten en uitzendkrachten.

## Geschiedenis
In het oud Burgerlijk Wetboek bestond in eerste instantie geen werkelijke regeling van de arbeidsovereenkomst. Daardoor was willekeur van de werkgever, veelal de sterkere partij, mogelijk, wat leidde tot sociale misstanden. Onder andere onder invloed van het marxisme rees daartegen verzet. De willekeur (en daarmee de sociale misstanden) werd verminderd door de wettelijke regeling van de rechtsfiguur arbeidsovereenkomst, die in de plaats kwam van het 19de-eeuws werklieden- en dienstbodenregt uit het Burgerlijk Wetboek van 1838.
Een belangrijke rol speelde hierbij de Parlementaire enquête naar de toestand in fabrieken en werkplaatsen
die in 1886-1887 was gehouden. Nadat een wetsvoorstel ter verdere terugdringing van kinderarbeid door de regering was ingetrokken, namen Hendrik Goeman Borgesius en tien andere Tweede Kamerleden het initiatief tot deze parlementaire enquête naar de toestand in fabrieken en werkplaatsen. Deze 'Arbeidsenquête' kon wegens ontbinding van de Kamer niet voltooid worden, maar door de verhoren werden wel vele misstanden aan het licht gebracht. De enquête gaf mede de aanzet tot de Arbeidswet 1890.
Deze wettelijke regeling, waarin de arbeider of werknemer als (veelal) zwakkere partij een zekere mate van bescherming genoot, kwam in 1907 tot stand en is sinds februari 1909 van kracht. Hierna vonden in het kader van de vermaatschappelijking van het burgerlijk recht nog meer wettelijke veranderingen plaats ter bescherming van de werknemer, zoals bijvoorbeeld in 1968 de invoering van het minimumloon.
De rechtsverhouding op grond waarvan een natuurlijk persoon als ambtenaar ten behoeve van een overheidsorgaan arbeid verricht is geen arbeidsovereenkomst in de hierboven beschreven zin. Voor deze rechtsverhouding gelden aparte wettelijke regels. Een overheidsorgaan kan wel een arbeidsovereenkomst met een natuurlijk persoon aangaan, maar dan moet duidelijk zijn dat hiervoor gekozen is.

## Wel of geen arbeidsovereenkomst?

### Belang
In sommige gevallen, zoals bij een overeenkomst met een zelfstandige zonder personeel (ZZP'er), kan het onduidelijk zijn of de tussen partijen gesloten overeenkomst gekwalificeerd moet worden als een arbeidsovereenkomst. Dat is van belang in drie opzichten. Allereerst is de arbeidsovereenkomst het 'ticket' naar de beschermende bepalingen van het arbeidsrecht in Boek 7 Titel 10 BW, zoals ontslagbescherming en loondoorbetaling tijdens ziekte. In de tweede plaats is het bestaan van een arbeidsovereenkomst van belang voor de fiscale vraag of er loonheffing verschuldigd is. En in de derde plaats is het van belang voor de sociale-zekerheidsrechtelijke vraag of de werknemer aanspraak kan maken op verschillende uitkeringen, zoals een WW-uitkering of een Wet WIA-uitkering, terwijl de werkgever daarvoor premies af moet dragen.
De sociale-zekerheidsrechtelijke toets of sprake is van een arbeidsovereenkomst verschilde voorheen van de arbeidsrechtelijke toets, waarop veel kritiek is geuit op het verschil in benadering van de Hoge Raad en de Centrale Raad van Beroep. Sinds de Gouden Kooi-uitspraak en de uitspraak X/Gemeente Amsterdam , beide van de Hoge Raad, is de definitie van de arbeidsovereenkomst in het arbeidsrecht, het fiscale recht en het socialezekerheidsrecht echter gelijkgetrokken.

## Algemene criteria
In alle gevallen dient er een holistische toets plaats te vinden om te beoordelen of sprake is van een arbeidsovereenkomst in de zin van artikel 7:610 BW. De Hoge Raad heeft in een serie belangrijke uitspraken de (rechts)praktijk een aantal handvatten gegeven om te beoordelen of een overeenkomst gekwalificeerd kan worden als een arbeidsovereenkomst. De bekendste zijn het standaardarrest Groen/Schoevers en de recentere uitspraken inzake X/Gemeente Amsterdam en Deliveroo.
Van belang is op te merken dat voor de kwalificatie van een overeenkomst als arbeidsovereenkomst, aan elk van voornoemde elementen moet zijn voldaan, maar dat een eenvoudige optelsom van die elementen daartoe niet volstaat. Voor het antwoord op de vraag of een overeenkomst aan de omschrijving van art. 7:610 BW voldoet, is namelijk een holistische weging vereist van alle omstandigheden in onderling verband bezien en die weging kan tot gevolg hebben dat de invulling van de elementen elkaar beïnvloeden.
Niet van belang is of partijen ook daadwerkelijk de bedoeling hadden de arbeidsrelatie onder de wettelijke regeling van de arbeidsovereenkomst te laten vallen. Bepalend is of de tussen partijen overeengekomen rechten en verplichtingen voldoen aan de wettelijke omschrijving van de arbeidsovereenkomst.

## Elementen van de arbeidsovereenkomst

### Overeenkomst
De arbeidsovereenkomst is in de eerste plaats een overeenkomst. De werknemer is altijd een natuurlijk persoon. Als werkgever kunnen zowel natuurlijke personen als rechtspersonen optreden. Het is ook mogelijk dat meer dan één persoon werkgever is. Te denken valt aan samenwerkingsverbanden die geen rechtspersoonlijkheid bezitten. Een arbeidsovereenkomst met een vennootschap onder firma is bijvoorbeeld een arbeidsovereenkomst met de gezamenlijke vennoten.
Net als iedere andere overeenkomst kan een arbeidsovereenkomst zowel mondeling als schriftelijk worden aangegaan en kan de overeenkomst zelfs impliciet blijken uit het handelen van partijen. Vanuit rechtszekerheidsperspectief is het in de regel echter aan te bevelen een arbeidsovereenkomst schriftelijk aan te gaan. Ter bescherming van de werknemer moeten bepaalde voorwaarden wel schriftelijk vastgelegd worden om rechtsgeldig te zijn. Dit geldt bijvoorbeeld voor een concurrentiebeding of een proeftijdsbeding.

### 'Arbeid'
De werknemer heeft de verplichting tot het verrichten van (persoonlijk) arbeid. De werknemer wordt geacht de bedongen arbeid te verrichten. De verplichting houdt niet in dat het vrijblijvend is, het kan echter wel flexibel zijn (zoals een nul-uren overeenkomst). Het typerende voor een arbeidsovereenkomst is het persoonlijke karakter. Arbeid kan alleen verricht worden door een natuurlijk persoon. De werknemer heeft de verplichting de arbeid zelf te verrichten; hij kan zich daarin niet dan met toestemming van de werkgever door een derde doen vervangen.

### 'Gedurende zekere tijd'
Het element gedurende zekere tijd, dat een zekere duurzaamheid van de arbeidsrelatie aanduidt, is bijna altijd aanwezig en wordt in de praktijk aangenomen als aan de andere drie kernelementen is voldaan. Zo oordeelde de Hoge Raad in het Deliveroo-arrest dat in het bijzonder van belang is wat geldt indien betrokkene wel verschijnt en een opdracht tot werk aanvaardt, en de frequentie waarmee en de duur waarvoor dat doorgaans geschiedt"

### 'loon'
Sinds het arrest Huize Bethesda is loon in de zin van artikel 7:610 BW volgens de Hoge Raad de door de werkgever aan de werknemer verschuldigde tegenprestatie voor de bedongen arbeid.
Het loon zal meestal bestaan uit geld. Onder loon kan echter ook worden verstaan:
- zaken, geschikt voor het persoonlijk gebruik van de werknemer en zijn huisgenoten. Dit zullen in het algemeen zaken zijn die geproduceerd worden door de werkgever. Alcoholhoudende drank en andere voor de gezondheid schadelijke genotmiddelen kunnen echter geen loon zijn.
- het gebruik van een woning, alsmede verlichting en verwarming daarvan.
- diensten, voorzieningen en werkzaamheden door of voor rekening van de werkgever te verrichten (onderricht, kost en inwoning daaronder begrepen).
- effecten, vorderingen, andere aanspraken en bewijsstukken daarvan en bonnen.

Hierbij is van belang dat aan dit 'loon in natura' geen hogere waarde mag worden toegekend dan de werkelijke waarde.

### 'In dienst van'
In dienst van duidt een bepaalde gezagsverhouding aan. Het is van belang om bij dit element onderscheid te maken tussen de formele en de materiële gezagsverhouding. De formele gezagsverhouding betreft de organisatorische inbedding van de werkdiscipline, of ook wel de werkrelatie. Dit ziet op de zaken buiten de inhoud van het werk om. De materiële gezagsverhouding gaat over de bevoegdheid van de werkgever om eenzijdig instructies te geven ten aanzien van de inhoud van werkzaamheden.
Het is overigens niet zo dat wanneer de werkgever aanwijzingen kan geven, er sprake is van een arbeidsovereenkomst, denk aan de stage-overeenkomst.

#### Inbedding in de organisatie
In de literatuur wordt dit ook wel het 'formele gezagscriterium' genoemd. Dit houdt in dat de rechter kijkt in hoeverre de werkzaamheden van de persoon overeenkomen met de andere werknemers in het bedrijf. Neem bijvoorbeeld iemand die dossiers inbindt voor een organisatie. Hij mag dit werk thuis doen, hij moet zijn gewerkte uren per maand declareren (de anderen in het bedrijf hoeven dit niet te doen) en hij moet zelf voor zijn materieel zorgen. In dit geval komen de werkzaamheden van de persoon niet overeen met de anderen die ook in de organisatie werken. Er kan op basis van het formele gezagscriterium geen sprake zijn van een arbeidsovereenkomst.

#### Inhoudelijke instructies
In de literatuur wordt dit ook wel het 'materiële gezagscriterium' genoemd. De rechter kijkt hierbij of de werkgever inhoudelijk instructies geeft aan de persoon over hoe hij zijn werkzaamheden moet uitvoeren. Neem bijvoorbeeld iemand die mag werken wanneer hij daar zin in heeft en de werkgever bemoeit zich niet met zijn werkzaamheden. Op basis van het materiële gezagscriterium kan worden geoordeeld dat er geen sprake is van een arbeidsovereenkomst.

#### Criteria vanaf 2020
Aangezien de ene keer het formele en de andere keer het materiële gezagscriterium de doorslaggevende factor was, heeft de Hoge Raad in 1997 en vervolgens in 2020 hier duidelijkheid in gebracht. In het arrest Groen/Schoevers (HR 14 november 1997, NJ 1998/149) en het arrest dat werd gewezen op 6 november 2020 in een zaak tegen de Gemeente Amsterdam heeft de Hoge Raad als aantal criteria gegeven:
- Niet van belang is of partijen ook daadwerkelijk de bedoeling hadden de arbeidsrelatie onder de wettelijke regeling van de arbeidsovereenkomst te laten vallen. Bepalend is of de tussen partijen overeengekomen rechten en verplichtingen voldoen aan de wettelijke omschrijving van de arbeidsovereenkomst.
- Het formele gezagscriterium: Ten tweede bekijkt de rechter of de werknemer in de organisatie is ingebed.
- Het materiële gezagscriterium: Is de werknemer niet ingebed in de organisatie, dan kan er wellicht toch een arbeidsovereenkomst bestaan, omdat de werkgever inhoudelijke instructies geeft aan de werknemer.
- De maatschappelijke positie van de partijen: Ten slotte kijkt de rechter hoe de onderlinge verhoudingen zijn tussen de partijen. Blijkt bijvoorbeeld dat de werknemer zijn werk als 'extra' werk doet, naast zijn gewone baan, kan de rechter oordelen dat er geen sprake is van een arbeidsovereenkomst. De eerder genoemde criteria moeten dan ook in aanmerking worden genomen.

## Duur van de arbeidsovereenkomst
Een arbeidsovereenkomst kan aangegaan worden voor bepaalde tijd, onbepaalde tijd of voor de duur van een project.  In geval van een 'onbepaalde tijd' wordt over de duur van de overeenkomst niets bepaald. Een 'bepaalde tijd' kan in tijdseenheden worden aangegeven (weken,  maanden, jaren), maar ook kan in de arbeidsovereenkomst bepaald worden dat deze eindigt na afloop van een bepaald project, na afloop van het seizoen, of nadat de noodzaak van vervanging is opgehouden (bijvoorbeeld als de arbeidsovereenkomst aangegaan is om een zieke of zwangere werknemer te vervangen).

## Einde van de arbeidsovereenkomst
De arbeidsovereenkomst kan op verschillende manieren eindigen. In ieder geval eindigt de arbeidsovereenkomst van rechtswege door het overlijden van de werknemer. Ook eindigt de arbeidsovereenkomst wanneer partijen wilsovereenstemming bereiken. De rechten en verplichtingen die partijen zijn overeengekomen kunnen worden vastgelegd in een beëindigingsovereenkomst, die tevens onder bepaalde omstandigheden kwalificeert als een vaststellingsovereenkomst.
Soms kan een arbeidsovereenkomst worden opgezegd, dat wil zeggen dat de werkgever of de werknemer de arbeidsovereenkomst eenzijdig beëindigt. De wet kent een aantal ontslagverboden. Dat zijn omstandigheden waaronder niet mag worden opgezegd. Zo mag de werkgever de arbeidsovereenkomst niet opzeggen tijdens de eerste twee jaar dat de werknemer ziek is. Bij opzegging geldt een belangrijke voorwaarde: de opzeggende partij moet hiervoor toestemming hebben van het UWV WERKbedrijf. Het uitgangspunt is dus dat een 'preventieve ontslagtoets' geldt. Op dit uitgangspunt zijn verschillende uitzonderingen mogelijk.  
De toestemming is niet nodig bij: 
- Opzegging met instemming van werknemer;
- opzegging wegens een dringende reden ('ontslag op staande voet');
- opzegging tijdens de proeftijd;
- opzegging door curator ten gevolge van faillissement of surseance van betaling van de werkgever.

Een arbeidsovereenkomst die voor een bepaalde tijd is aangegaan, eindigt van rechtswege na het verstrijken van die bepaalde tijd. 'Van rechtswege' wil zeggen dat geen extra of bijzondere handeling nodig is, het gaat als het ware automatisch. Bij reglement of collectieve arbeidsovereenkomst kan overeengekomen zijn dat een arbeidsovereenkomst voor bepaalde tijd toch niet van rechtswege eindigt, en dat opzegging nodig is.
Een alternatief voor opzegging kan ontbinding door de kantonrechter zijn. De partij die de arbeidsovereenkomst wil beëindigen,  dient dan een ontbindingsverzoek in bij de kantonrechter. Een voordeel van deze procedure kan zijn, dat de ontslagverboden voor de kantonrechter geen beletsel hoeven te zijn. De kantonrechter kijkt wel of er een ontslagverbod aanwezig is, maar als het verzoek los staat van het verbod kan er wel ontbonden worden.

## Bijzondere bedingen in de arbeidsovereenkomst
In de arbeidsovereenkomst kan een aantal bijzondere bedingen opgenomen worden, zoals een proeftijdbeding, een geheimhoudingsbeding of een concurrentiebeding.

## i-Grond
Aangenomen, maar deels nog niet ingegaan, is de Wet van 29 mei 2019 tot wijziging van Boek 7 van het Burgerlijk Wetboek, de Wet allocatie arbeidskrachten door intermediairs, de Wet financiering sociale verzekeringen en enige andere wetten om de balans tussen vaste en flexibele arbeidsovereenkomsten te verbeteren (Wet arbeidsmarkt in balans). Het doel is om een nieuwe ontslaggrond in te voeren, de mogelijkheden om een flexibele arbeidsovereenkomst aan te gaan te verruimen waar de aard van het werk dit vereist, de proeftijd te verlengen, de transitievergoeding voor langdurige arbeidsovereenkomsten te verlagen en tegelijkertijd vanaf de eerste dag recht op transitievergoeding te laten ontstaan, regels te stellen ter voorkoming van permanente beschikbaarheid van werknemers met oproepcontracten, te bewerkstelligen dat concurrentie op arbeidsvoorwaarden bij payrolling wordt voorkomen, een WW-premie in te voeren waarvan de hoogte afhankelijk is van de contractvorm en de sectorpremies af te schaffen.
Vanaf 1 januari 2020 wordt het mogelijk een werknemer te ontslaan op de bedoelde nieuwe ontslaggrond. Dit betreft een cumulatiegrond die wordt aangeduid als de i-grond. Er moet sprake zijn van minimaal twee van de ontslaggronden uit 7:669 lid 3 c t/m h BW. De strekking ervan is dat een ontslag ook kan worden toegewezen als een soort optelsom, indien er sprake is van meerdere onvoldragen andere ontslaggronden, bijvoorbeeld een combinatie van disfunctioneren (de d-grond) met een verstoorde arbeidsverhouding (de g-grond). Dan zal niet langer alleen ontslag mogelijk wezen indien er sprake is van een van de 8 hele, voldragen ontslaggronden.